# Trionto

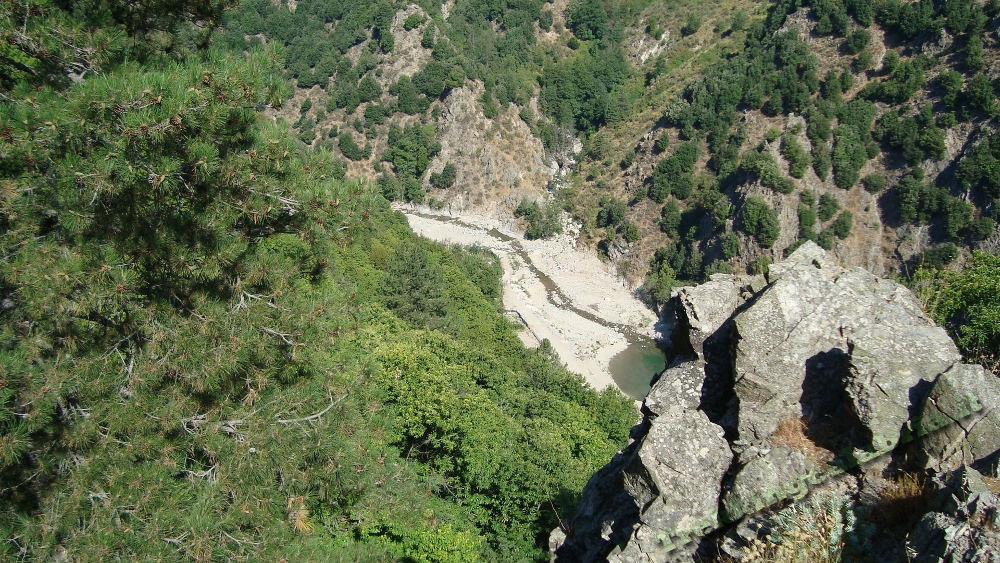
il fiume Trionto

Il Trionto è un fiume della Calabria che nasce dalle montagne della Sila, nella provincia di Cosenza, e scorre verso oriente sino a sfociare nel mar Ionio dopo un percorso di circa 40 km. I suoi affluenti principali sono Manna, Macrocioli, Ortiano, Laurenzana. Il suo regime è prevalentemente torrentizio e stagionale. Lungo il suo corso tocca Longobucco, le sue frazioni Ortiano, Manco e Destro, Cropalati, Caloveto, Mirto Crosia, Rossano.

## Morfologia e idrologia
La millenaria erosione della sua valle ha evidenziato le particolari caratteristiche geo-minerarie del territorio. Nel tratto a nord di Longobucco e nei torrenti Manna e Macrocioli è stata scavata per secoli la galena argentifera. Altre significative mineralizzazioni sono presenti a valle di Longobucco, sul lato destro del corso, tra il torrente Manna e la località Puntadura (località nota in Calabria per la sua fiera). Particolarmente studiata dai geologi è in questo tratto la faglia di Ortiano.
Il Trionto raggiunge, a monte dell'abitato di Crosia, una larghezza di circa un chilometro, in corrispondenza di terreni molto erodibili. Presenta un alveo caratterizzato da una distesa di alluvioni ciottolose, solcata da una rete anastomosata di canali meandriformi, appena incisi, dove l'alluvionamento prevale sull'erosione. 
La zona della foce è caratterizzata da depositi che formano un delta bialare con la base larga verso terra ed il vertice verso il mare. La foce cade nel tertitorio di Rossano. 
La fiumara convoglia nel mare la sua portata solida solo nei periodi di piena con una corrente di torbida che, una volta in mare, deposita i materiali formando un delta sotto marino. Durante tutti gli altri periodi,  la portata solida è depositata prima che l'acqua giunga al mare, creando condizioni generali di sovralluvionamento.

## Elementi storici
In età arcaica e classica chiamato Traente, nel VI secolo a.C. il fiume era parte dell'area sotto il dominio della polis magno-greca di Sybaris; secondo quanto riportato da Giambico, sulle sue rive avvenne la battaglia finale tra le città magnogreche di Sybaris e Kroton, che si concluse con la disfatta dei sibariti.

Sono le stesse sponde del fiume che secondo quanto riportato dalle fonti storico-letterarie accolsero parte dagli avanzi dei Sibariti espulsi, dalla città distrutta, unn insediamento noto come la Sibari sul Traente. Essi però non vi rimasero a lungo, scacciati e uccisi dalla emergente popolazione italica dei Brettii.